# Centro de Estudios del Próximo Oriente y la Antigüedad Tardía
El Centro de Estudios del Próximo Oriente y la Antigüedad Tardía (CEPOAT) es un Centro de Estudios de la Universidad de Murcia que procede del antiguo Instituto del Próximo Oriente Antiguo (IPOA) de la UMU que agrupaba a varios centros españoles. Su labor se desarrolla en el ámbito del orientalismo desde la docencia, la investigación, la divulgación científica y la actividad arqueológica.
Como IPOA comenzó su andadura en 1989 al amparo de la LRU, pero las nuevas exigencias legales (LOU) hicieron necesaria su transformación en 2011 a Centro de Estudios del Próximo Oriente y la Antigüedad Tardía. Sus ámbitos de investigación y docencia son el Antiguo Oriente, Egipto, el Termalismo Antiguo, el Mundo Clásico y la Antigüedad Tardía.
Hoy día diversifica sus labores entre la investigación y la docencia, la primera a través de proyectos de investigación en la universidad y la segunda desarrollada a través de su Aula Virtual.

## Objetivos
Los objetivos del CEPOAT son:
- Impulsar la docencia sobre los temas que centran la labor del Centro de Estudio: el Próximo Oriente Antiguo, el Termalismo y la Antigüedad Tardía.
- Promover la investigación sobre los temas que centran la labor del Centro de Estudios:  el Próximo Oriente Antiguo, el Termalismo y la Antigüedad Tardía.
- Realizar publicaciones y colaborar a la difusión del conocimiento, la investigación, documentación y la información referente al Próximo Oriente Antiguo, el Termalismo y la Antigüedad Tardía.

## Proyectos
Los principales proyectos que se realizan desde el CEPOAT están relacionados con la Historia Antigua, ya sea mediante el análisis de fuentes como a través de los restos arqueológicos de sus excavaciones conjugando así fuentes materiales y literarias para alcanzar nuestro objetivo, el estudio de la Historia.
Entre los principales proyectos tenemos:

### Excavaciones Arqueológicas
Desde sus inicios el CEPOAT ha colaborado y dirigido proyectos arqueológicos tanto a nivel nacional como internacional principalmente en Siria.
- Tell Qara Qûzâq – Siria
- Tell Jamis – Siria

Hoy día lleva a cabo diversas excavaciones en la Región de Murcia:
- Villa romana de los Villaricos - Mula
- Municipio romano y ciudad visigoda de Begastri - Cehegín
- Villa romana de los Cantos - Bullas
- Poblado y necrópolis de coimbra del Barranco Ancho - Jumilla
- Proyecto de estudio del mundo fenicio de la Isla de Adentro - Mazarrón
- Poblado romano de La Almagra - Mula
- Baños Romanos de Fortuna
- Baños Romanos de Archena

Y colabora activamente en otras mediante convenios como en:
- Proyecto Modular

### Didáctica
Se pretende desde este proyecto hacer llegar el Mundo Antiguo a los más jóvenes mediante recursos que también servirán a los profesores de Infantil, Primaria o Secundaria para llevar a cabo ideas en el aula.
- Didáctica

## El Aula Virtual
El Aula Virtual surge ante la necesidad por parte de los alumnos de la Universidad de Murcia de iniciarse en estudios especializados que no se desarrollan en esta Universidad pero que hoy día gracias a Internet se pueden aprender a través de las enseñanzas de grandes especialistas que hay en todo el territorio nacional y extranjero, lo que hasta la fecha ha convertido al CEPOAT en el principal centro de enseñanza en línea sobre el Mundo Antiguo, arqueología, ciencias afines e informática aplicada a la Historia con la realización de 150 cursos anuales, 4 máster y cursos de Especialista Universitario.
- Aula Virtual
- Másteres y Especialistas

## La Escuela de Arqueología
La Escuela de Arqueología se desarrolla en el CEPOAT como la formación práctica de los alumnos mediante la participación en las diferentes excavaciones que se desarrollan desde el Centro y en las que se forma a los alumnos de manera sistemática en las diferentes especialidades relacionadas con la arqueología, ya sea, la estratigrafía, ceramología, arqueozoología, arqueobotánica, geoarqueología, antracología, palinología, SIG, fotogrametría, arqueoestadística, informática aplicada, antropología, virtualización y reconstrucción 3D, etc.. 
- Escuela de Arqueología Archivado el 31 de agosto de 2018 en Wayback Machine.

## Publicaciones científicas
Desde el centro se considera de gran importancia hacer llegar a la comunidad científica los resultados de las diferentes investigaciones realizadas tanto por le CEPOAT como por otros investigadores, de ahí la necesidad de crear una serie de revistas y monografías específicas a tal efecto.
- Revista Panta Rei
- Revista Alejandría
- Estudios Orientales
- Antigüedad y Cristianismo
- Monografías

## Divulgación
Una labor muy importante dentro del CEPOAT es la divulgación de la Historia a través de actividades diversas como participar activamente en La Semana de la Ciencia, La Noche de los Investigadores, así como organizar congresos, cursos, conferencias o participar en labores divulgativas como la radio del centro.

## Biblioteca
El CEPOAT cuenta con una biblioteca especializada donde los usuarios pueden encontrar unas 5000 referencias que van aumentando día a día gracias al intercambio entre instituciones, así como a las donaciones de particulares y compras de libros especializados.
- Biblioteca